# Stadion na Górce
Stadion na Górce – stadion piłkarski w Bielsku-Białej, w Polsce. Został otwarty 24 września 1911 roku, co najprawdopodobniej czyni go najstarszym funkcjonującym dotąd stadionem w kraju. Do 1997 roku swoje spotkania na obiekcie rozgrywali piłkarze klubu BBTS Włókniarz Bielsko-Biała. Obecnie stadion służy głównie drużynom młodzieżowym oraz jako obiekt treningowy. Pojemność stadionu wynosi 660 widzów, obiekt wyposażony jest w sztuczną murawę i oświetlenie.

## Historia
Budowę nowego boiska dla klubu BBTS (wówczas BBSV) rozpoczęto w 1910 roku, a inicjatorem budowy był ówczesny prezes BBSV, Robert Jaworek. Stadion powstał na terenie nieczynnego kamieniołomu. Prace wykonały firmy budowlane inż. Franza Langera, braci Landau i Franza Schaffa, a nadzór prowadził Karl Piesch z Kamienicy. Otwarcie obiektu miało miejsce 24 września 1911 roku. W dniu otwarcia BBSV rozegrał na nowym boisku mecz z Rapidem Wiedeń lub Germanią Wrocław. Przed otwarciem nowej areny, BBSV (założony w 1907 roku) rozgrywał swoje spotkania na placu obok dzisiejszego parku im. Juliusza Słowackiego. W 1921 roku wybudowano przy boisku nową trybunę. Po II wojnie światowej obiekt poddano remontowi i ponownie otwarto 21 lipca 1946 roku. W 1991 roku zburzono drewnianą trybunę główną, w 1993 roku zastępując ją nową, z zapleczem socjalnym. BBTS, protoplasta obecnego Podbeskidzia, rozgrywał na tym obiekcie swoje spotkania do 1997 roku. Wówczas doszło do fuzji z DKS-em Komorowice i zespół przeprowadził się na boisko tamtejszego zespołu (dwa lata później drużyna przeniosła się natomiast na Stadion Miejski). Obiekt służy obecnie głównie zespołom młodzieżowym, używany jest także przez bielskie kluby do treningów, rozgrywania sparingów i spotkań w niższych klasach rozgrywkowych. Stadion z czasem zaczął niszczeć, ale w latach 2004–2007 przeprowadzono gruntowny remont, łącznie z przebudową trybuny i instalacją sztucznej murawy. W 2012 roku zainstalowano także sztuczne oświetlenie. W roku 2019 dokonano wymiany sztucznej murawy na nową. Stadion na Górce, z datą otwarcia 24 września 1911 roku, jest najprawdopodobniej najstarszym funkcjonującym dotąd obiektem piłkarskim w Polsce.